# Tephrosia senna
Tephrosia senna är en ärtväxtart som beskrevs av Carl Sigismund Kunth. Tephrosia senna ingår i släktet Tephrosia och familjen ärtväxter. Inga underarter finns listade i Catalogue of Life.